# Blanca van Valois
Blanca van Valois (circa 1316 - Praag, 1 augustus 1348) (ook Blanche genoemd) was van 1346 tot aan haar dood koningin-gemalin van Bohemen en van 1347 tot aan haar dood Rooms-Duits koningin-gemalin. Ze behoorde tot het huis Valois. Haar doopnaam was Margaretha.

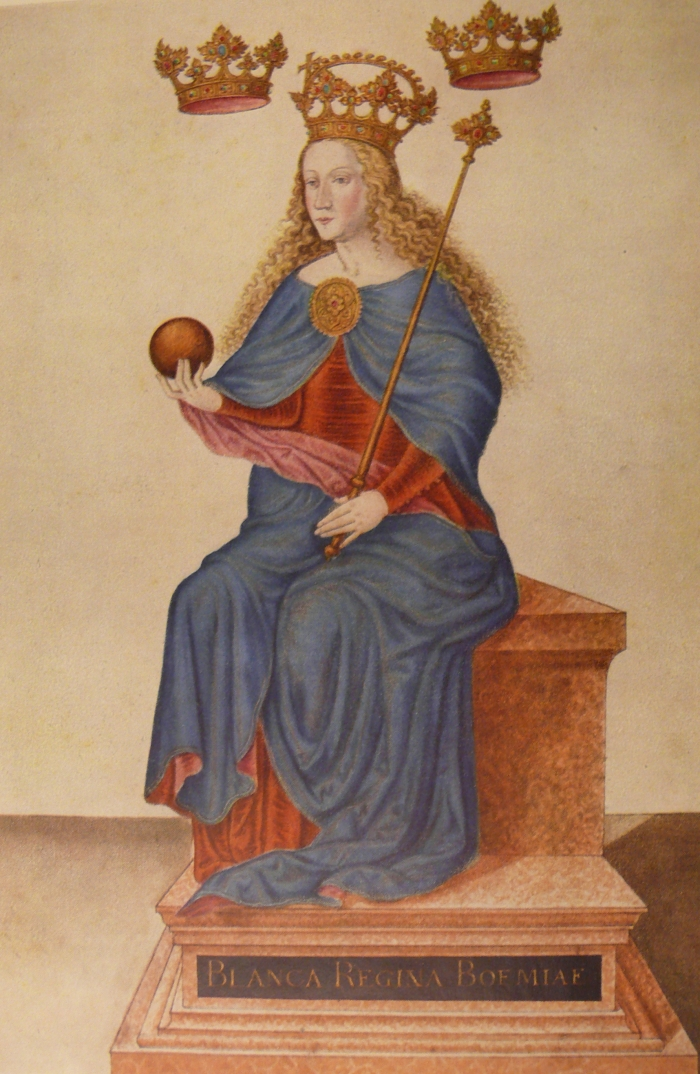
Blanca van Valois, 16e eeuw naar een origineel uit de 14e eeuw

## Levensloop
Blanca was een dochter van graaf Karel van Valois en diens derde echtgenote Mathilde van Châtillon, dochter van graaf Gwijde IV van Saint-Pol. Ze groeide op aan het hof van haar neef koning Karel IV van Frankrijk in Parijs. Na het overlijden van Karel IV werd haar broer Filips VI koning van Frankrijk. 
In 1323 werd ze verloofd met Karel, de zoon en erfgenaam van de Boheemse koning Jan de Blinde. Karel, vermeld het in zijn autobiografie Vita Caroli Quarti :
"In duizend driehonderd drieëntwintig, stuurde mijn vader mij naar voornoemde koning van Frankrijk in het zevende jaar van mijn jongensjaren; de Franse koning liet mij bevestigen door de bisschop, en gaf mij dezelfde naam die hij had, Karel. En toen gaf hij mij de dochter van Karel, zijn oom, met de naam Margaretha, Blanche genaamd, om mee te trouwen."
Vergelijkbare informatie is ook opgenomen in de Zbraslav Kronieken: 
"De achtjarige jongen verloofde zich met een meisje dat Blanche heette, een zuster van de Franse koning Filips, van het koninklijk huis."
Karel verbleef aan het Franse hof omdat hij daar door zijn vader naartoe was gezonden voor zijn opleiding.   
In mei 1329 vond het huwelijk tussen Karel en Blanca plaats in Praag. Omdat beide echtelieden slechts 13 jaar oud waren, leefden ze de eerste jaren van hun huwelijk gescheiden. Nadat haar echtgenoot in 1334 terugkeerde naar Bohemen, ging het echtpaar officieel samenwonen en werden ze benoemd tot markgraaf en markgravin van Moravië. Op 12 juni 1334 vond de officiële aankomst van Blanca in Praag plaats. Peter van Zittau schrijft hierover in zijn Zbraslav Kronieken :  
"Blanca heeft zeker iedereen blij gemaakt met haar schoonheid, en ik hoop dat ze ook geliefd zal zijn
om haar deugden ook; ze bracht de gewoonten van haar natie mee in damesmode, en rijke uitzet zoals vereist door haar positie en het koninklijk huis"
In Bohemen botste het echtpaar met de Boheemse adel die door de frequente reizen van Jan de Blinde een enorme invloed had verworven. Desondanks leerde Blanca Tsjechisch en Duits, had ze een sociaal leven en bleef ze in Bohemen toen Karel zich in het buitenland bevond. Blanca en Karel IV kregen twee dochters: Margaretha (1335-1349), die in 1338 met koning Lodewijk I van Hongarije huwde, en Catharina (1342-1395), die in 1357 huwde met hertog Rudolf IV van Oostenrijk. Ook had het echtpaar een zoon die jong stierf. Blanca werd door Karel onder druk gezet om een zoon te baren. Mogelijk als gevolg van een meningsverschil met haar schoonvader Jan of diens tweede echtgenote Beatrix, verhuisden Blanca en haar dochter in 1337 naar Brno en verbleef er verscheidene jaren.  
Blanca schijnt in 1342 naar het hof te zijn teruggekeerd; dat was ook het jaar waarin haar tweede dochter Catharina werd geboren.  Tegen die tijd had Beatrix Bohemen verlaten.  In datzelfde jaar werd een huwelijk gesloten tussen Lodewijk I van Hongarije en de oudste dochter van Blanca, Margaretha.  Het werd in 1347 voltrokken.
Op 11 juli 1346 werd haar echtgenoot onder de naam Karel IV tot Rooms-Duits tegenkoning verkozen, in oppositie met keizer Lodewijk de Beier. Zijn verkiezing werd gesteund door paus Clemens VI, die in conflict lag met Lodewijk. Op 26 augustus 1346 sneuvelde Karels vader Jan de Blinde in de Slag bij Crécy, waardoor hij eveneens koning van Bohemen werd. Blanca werd hierdoor zijn koningin-gemalin.
Karel IV en Blanche van Valois werden op 2 september 1347 gekroond tot koning en koningin van Bohemen in de Sint-Vituskathedraal op de Praagse Burcht door aartsbisschop Ernest van Pardubice. Voor deze gelegenheid bestelde Karel de Wenceslaskroon, en het kroningsreglement voor koningen en koninginnen van Bohemen (Ordo ad coronandum regem Boemorum) werd geschreven. Een speciale ceremonie werd ontworpen voor de kroning van de koningin: de koningin werd met loshangend haar voor het altaar geleid, knielde neer, raakte met haar voorhoofd de grond aan, waarna de aartsbisschop haar zijn zegen gaf, zoals hij ook aan haar echtgenoot deed, legde de scepter aan haar hand, schoof de koninklijke ring om haar vinger en plaatste de kroon op haar hoofd. De abdis van het St. George's klooster leidde haar naar de troon waar de nieuwe gekroonde koningin aan de zijde van de koning zat.
Op 11 oktober 1347 stierf keizer Lodewijk de Beier plotseling, waarna Karel IV erkend werd als Rooms-Duits koning. Nog geen jaar later, op 1 augustus 1348, stierf Blanca in Praag na een korte ziekte. Ze werd bijgezet in de Praagse Sint-Vituskathedraal. Haar dood was een zware klap voor Karel, die nog steeds geen mannelijke nakomelingen had.  